# 李宗吾
李 宗吾（り そうご、拼音：Lǐ Zōngwú、1879年2月3日（清光緒5年正月13日） - 1943年（民国32年）9月28日）は、清末民初の学者・著述家。もとの名は「世全」・「世楷」。字は「宗儒」、「厚黒教主」とも号す。もう一つの筆名は「独尊」。

## 経歴
光緒5年（1879年）、四川省叙州府富順県自流井に生まれる。もとの名は「世全」であったが、学業を終了する頃に「世楷」、字を「宗儒」と改めた。儒教を学び、孔子を尊崇していたことからつけた名である。25歳の時に思想は大いに変化し、孔孟の道は結局自分の目指すべき道ではないと考え、「宗吾」と改名した。
科挙に及第して古今の学に通じ、早くから中国同盟会に加入し長期にわたり教育活動に従事する。中国校長・省議員・省長署・教育庁副庁長・督学などを歴任。十年の官界での生活をへて、その腐敗しきった環境に愛想をつかして隠栖し、もっぱら著述の筆をとる。郷里で病没、享年64歳。

## 著作と著作活動
1911年から成都の公論日報に「厚黒学」「厚黒経」「厚黒伝習録」と名づけた文章を発表し始めたところ、世論の反響が大きく物議の種となったために、掲載を中断した。1927年に「宗吾放談」と名を変えて改定した文章から、1934年に『厚黒学』3巻を抜きだして成都で刊行したところ、即日で売りつくしたという。林語堂が主宰していたユーモア雑誌『上海論語半月刊』に転載されたこともある。1937年『厚黒学』で提出した懐疑に対する解答として『心理と力学』を発表した。「二十四史」「四書五経」や漢学に対する深い教養と疑惑を兼ね備え、「歴史を動かそうとする人物は厚顔無恥（厚黒）であれ」という逆説的な主張、論語などの古典をまねた皮肉な表現により、「中国文化的20大奇才」と呼ばれることもある。

## 日本での刊行
日本では1978年に、葉室早生訳『厚黒学（ずぶとく はらぐろい がく）』として、五月書房から初出版された。1998年に徳間書店から『厚黒学　厚かましくかつ腹黒く生きよ』の題で尾鷲卓彦訳で再出版され、2002年に文庫化（徳間文庫）、2016年3月に再文庫化（徳間文庫カレッジ）された。